# Petrovac (Budva)
Petrovac é uma antiga vila de pescadores com um pequeno porto, localizada no município de Budva, Montenegro. Petrovac está situada entre as cidades de Budva, capital do município, e Bar, e a 55 km oeste de Podgorica, capital do país. 
Petrovac é um ponto turístico popular e possui uma praia arenosa de 600 metros de extensão. Sua população é de 1.485 (censo de 2003)